# ژرار ژاویون
ژرار ژاویون (به فرانسوی: Gérard Janvion) بازیکن فوتبال و مدافع اهل فرانسه است که از سال ۱۹۷۵ تا ۱۹۸۲ میلادی عضو تیم ملی فوتبال فرانسه بوده‌است. وی در ۴۰ بازی ملی حضور داشته است و در بازی‌های ملی‌اش گلی به ثمر نرساند.